# Light My Fire (альбом Baccara)
Light My Fire — второй студийный альбом испанского дуэта Baccara, впервые выпущенный на лейбле RCA-Victor в Западной Германии в августе 1978 года.

## Об альбоме
На альбоме представлены песня «Darling», выпущенная как сингл в Европе, и композиция «Parlez-vous français?», с которой певицы выступали за Люксембург на Евровидении-1978.
Большая часть песен написана продюсером группы Рольфом Сойей в соавторстве с Фрэнком Досталом. Первая композиция включает в себя кавер-версию песни «Light My Fire» — произведения группы «The Doors», по которой и назван альбом (японское издание альбома называется "Parlez-vous français?"). «La Bamba» является народной песней, а композиция «Yummy Yummy Yummy» впервые была записана коллективом Ohio Express в 1968 году.

## Список композиций
География релиза представлена ФРГ, Испанией, Грецией, Югославией и другими странами. Состав треков на альбоме разных изданий идентичен.

### Сторона А
1. «Baby, Why Don’t You Reach Out» / «Light My Fire» (Зентнер, Сойя / Моррисон, Денсмор, Манзарек, Кригер) — 11:48
2. «Parlez-vous français?» (Достал, Сойя, Зентнер) — 4:26

### Сторона Б
1. «La Bamba» (народная) — 3:00
2. «My Kisses Need a Cavalier» (Достал, Сойя) — 4:53
3. «Adelita» (народная) — 2:27
4. «Yummy Yummy Yummy» (Левин, Резник) — 3:34
5. «Darling» (Достал, Сойя) — 5:38

## Чарты
| Чарт (1978)           | Высшая позиция |
| --------------------- | -------------- |
| Swedish Album Chart   | 10             |
| Norwegian Album Chart | 11             |
| Finnish Album Chart   | 7              |

## Участники записи
- Майте Матеос — вокал
- Мария Мендиола — вокал